# Murad Abu Eisheh

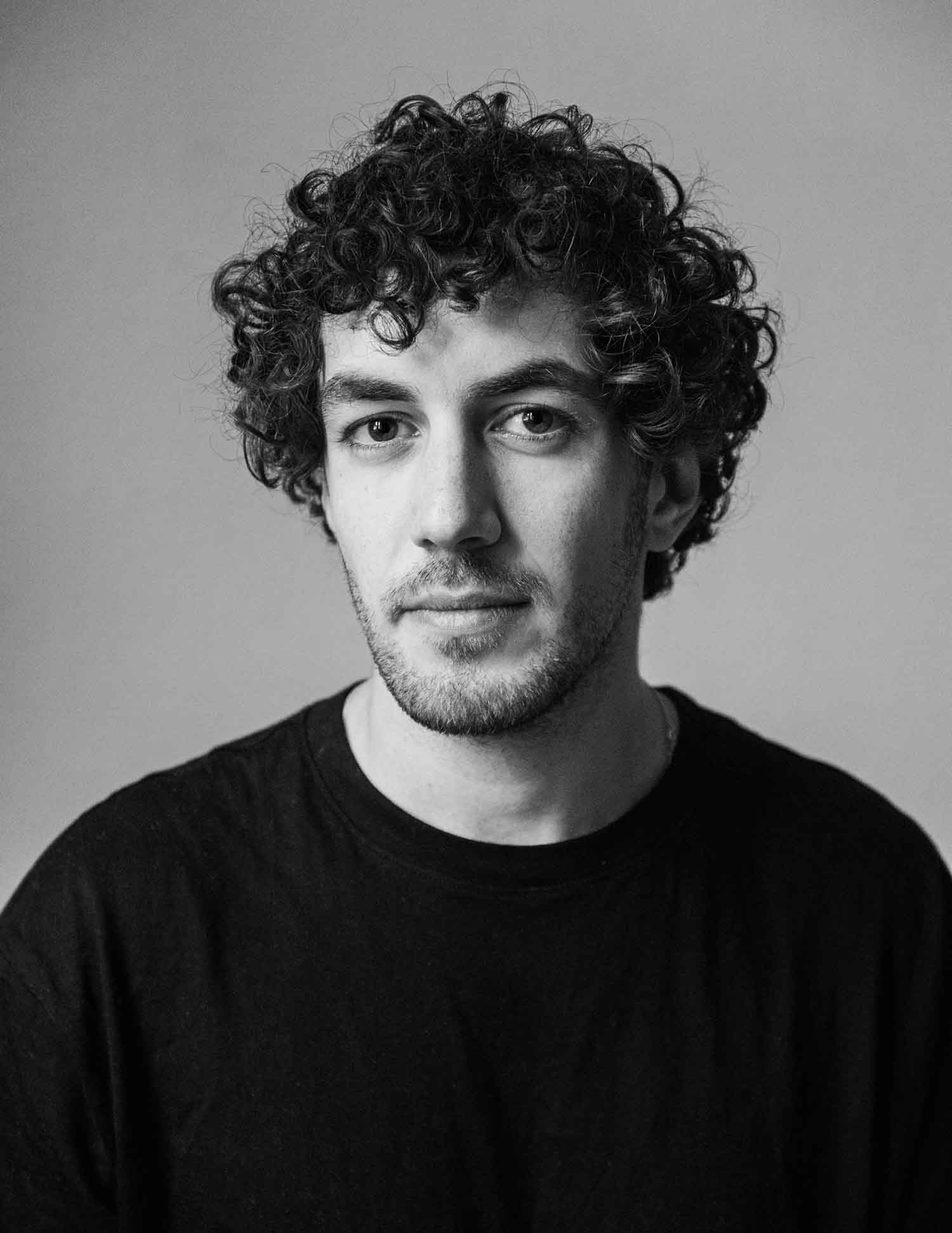
Murad Abu Eisheh (2020)

Murad Abu Eisheh (arabisch مراد أبو عيشة, DMG Murād Abū ʿĪša; * 1992 in Amman) ist ein jordanischer Filmregisseur und Drehbuchautor.

## Leben
Murad Abu Eisheh studierte Kommunikationsdesign mit dem Schwerpunkt Film an der German-Jordanian University in Amman. Dort drehte er u. a. die sechsminütige Kurzdokumentation Cinema phi über die letzten alten Kinos in Jordanien sowie den 15-minütigen Kurzspielfilm Where is Al Rabee? (2016) über ein älteres Ehepaar, das vor dem Krieg im Mittleren Osten flüchtet. Das Studium schloss Abu Eisheh im Jahr 2014 mit dem Bachelor ab.
Nach dem Studium inszenierte Abu Eisheh eine Reihe von Kurzfilmen sowie in den Jahren 2015 und 2016 verschiedene Werbespots für die jordanischen Streitkräfte. 2016 übersiedelte er nach Deutschland, wo er an der Filmakademie Baden-Württemberg in Ludwigsburg sein Regiestudium fortsetzte. In dieser Zeit entstanden der Kurzspielfilm Tahariri, mit dem Abu Eisheh 2019 bei den 53. Hofer Filmtagen vertreten war. Die 17-minütige Produktion stellt eine libanesische Journalistin in den Mittelpunkt, die nach Saudi-Arabien reist, um ein kritisches Interview mit dem libanesischen Premierminister Saad Hariri zu führen.
Ebenfalls im Jahr 2019 inszenierte Abu Eisheh den Dokumentarfilm Spirit of the Ball, in dem er eine fußball-verrückte Gruppe in einem Minibus auf eine viermonatige Reise von London zur Weltmeisterschaft 2018 nach Moskau begleitet. Das Werk wurde zum DOK.fest München 2019 eingeladen. Den Durchbruch als Filmemacher ebnete ihm 2021 der Kurzspielfilm Tala’vision. Das Drama um ein fußball-begeistertes junges Mädchen im syrischen Bürgerkrieg brachte Abu Eisheh den Jury- und Publikumspreis für den Besten mittellangen Spielfilm des 42. Filmfestivals Max Ophüls Preis ein. Zudem wurde Eisheh im Rahmen der Verleihung der Student Academy Awards 2021 für Tala’vision mit Gold ausgezeichnet. Im Jahr darauf gelangte der Film auf die Oscar-Shortlist in der Kategorie Bester Kurzfilm, während Abu Eisheh in die Academy of Motion Picture Arts and Sciences (AMPAS) berufen, die alljährlich die Oscars vergibt.
Neben der Arbeit als Filmemacher rief Abu Eisheh die panafrikanische Non-Profit-Initiative Follow The Nile der Robert Bosch Stiftung ins Leben, die er auch mitkoordiniert. Ziel ist es, Programme und den Austausch zwischen Denkern, Künstlern, Autoren und Filmemachern der am Nil gelegenen afrikanischen Länder zu fördern.

## Filmografie (Auswahl)
- 2016: Where is Al Rabee? (Kurzfilm)
- 2019: Spirit of the Ball (Dokumentarfilm)
- 2019: Tahariri (Kurzfilm)
- 2021: Tala’vision (Kurzfilm)
- 2022: A Calling from the Desert to the Sea (Kurzfilm)

## Auszeichnungen
- Filmfestival Max Ophüls Preis 2021: Jury- und Publikumspreis für Tala’vision (Bester mittellanger Spielfilm)
- Student Academy Awards 2021: „Best Narrative“ – Gold